# A7 (Zypern)
Die Autobahn A7 ist eine in Zypern geplante Autobahn. Die Autobahn soll eine Verbindung zwischen Paphos und Polis im Westen von Zypern sein und eine Länge von 31 Kilometern haben.

## Straßenbeschreibung
Etwa 5 Kilometer außerhalb von Paphos soll die A7 mit der A6 bei Agia Marinouda zusammentreffen. Die Autobahn soll vierspurig bis Stroumbi sein und nach Polis dreispurig sein. Polis ist eine kleine Stadt an der Nordküste von Zypern. Die Autobahn hat den Zweck, den abgelegenen Nordwesten der Insel besser an den Rest Zyperns anzuschließen und zeitgleich touristische Entwicklung in dieser Region zu fördern.

## Geschichte
Seit 1997 bestanden erste Pläne, die zweispurige Nationalstraße B7 zwischen Paphos und Polis durch eine Autobahn zu ersetzen, da diese zu Unfällen neigt und in absehbarer Zukunft an ihre Kapazitätsgrenzen stoßen werden würde. Im Jahr 2007 wurde mit einer Fertigstellung bis 2013 geplant. Die reine Bauzeit wurde anfänglich auf etwa 4 Jahre geschätzt. Es waren drei Tunnel, sieben Brücken und acht Abfahrten geplant. Die Kosten sollten ca. 447 Mio. € betragen. Aufgrund der Finanzkrise in Zypern wurde das Projekt lange verschoben. 
Im Sommer 2022 wurde mit den Arbeiten des ersten von insgesamt zwei Bauabschnitten begonnen. Dieser Teil verläuft von der A6 bei Agia Marinouda über Tsada nach Stroumbi und ist 15,5 km lang. Der Abschnitt wird zuerst als zweispurige Straße ausgeführt und in einer späteren Bauphase auf vier Spuren erweitert. Wegen des bergigen Geländes führt die Autobahn dort durch zwei Tunnel und über fünf Talbrücken. Ursprünglich sollten die Bauarbeiten an diesem Abschnitt bis November 2024 abgeschlossen sein. Bis zu diesem Zeitpunkt hatte der Auftragnehmer, der die Arbeiten ausführen sollte, jedoch nur 21 % des vereinbarten Volumens vollendet. Zusätzlich forderte der Auftragnehmer eine Kosten- sowie Zeitaufstockung von 36 Millionen Euro bzw. 59 Monaten, weshalb das Projekt von der Republik Zypern neu ausgeschrieben wurde.